# Copa de Campeones de la Concacaf 1991
La Copa de Campeones de 1991 fue la vigésima séptima edición de la Copa de Campeones de la Concacaf, torneo de fútbol a nivel de clubes más importante de Norteamérica, Centroamérica y el Caribe organizado por la Concacaf. El torneo comenzó el 7 de abril y culminó el 24 de septiembre de 1991.
El campeón fue Puebla de México, que alcanzó su primer y único título en la competición. Gracias a ello, disputó la Copa Interamericana 1992 contra Colo-Colo de Chile.

## Equipos participantes
En cursiva los equipos debutantes en el torneo.
| País                          | Equipo                                      |
| ----------------------------- | ------------------------------------------- |
| México · 2 cupos              | Puebla FC Leones Negros UDG                 |
| Trinidad y Tobago 2 cupos     | Police FC Defence Force FC                  |
| Honduras 2 cupos              | Real CD España CD Motagua                   |
| Costa Rica · 2 cupos          | Deportivo Saprissa LD Alajuelense           |
| Martinica 2 cupos             | US Marinoise Olympique du Marin             |
| Antillas Neerlandesas 2 cupos | SU Brion Trappers RKV FC Sithoc             |
| El Salvador · 2 cupos         | CD Luis Ángel Firpo Alianza FC              |
| Belice 2 cupos                | Acros Verdes FC Duurly's                    |
| Guatemala · 2 cupos           | CSD Comunicaciones CSD Municipal            |
| Estados Unidos 2 cupos        | Brooklyn Italians AAC American Eagles       |
| Islas Caimán 2 cupos          | Scholars International SC Strikers SC       |
| Nicaragua · 2 cupos           | América Managua FC Real Estelí FC           |
| Jamaica 2 cupos               | Black Lions FC Reno FC                      |
| Panamá · 2 cupos              | Tauro FC CD Plaza Amador                    |
| Bermudas 2 cupos              | Pembroke Hamilton Zebras Dandy Town Hornets |
| Haití 2 cupos                 | Racing FC Gonaives AS Capoise               |
| Surinam 2 cupos               | SV Robinhood SV Transvaal                   |
| Guayana Francesa 1 cupo       | SC Kourocien                                |
| Guadalupe 1 cupo              | Solidarité Scolaire                         |

## Zona Norteamericana

### Primera ronda

#### Brooklyn Italians - Dandy Town Hornets
| 13 de abril de 1991 | Dandy Town Hornets      | 3:1 | Brooklyn Italians | St. John Field, St. John |  |
|                     | Durham · Dyer · Mallory |     | El-Sayid          |                          |  |

| 27 de abril de 1991 | Brooklyn Italians        | 3:0 (Global 4:3) | Dandy Town Hornets | Soccer Field, Brooklyn |  |
|                     | Yves ?', ?' · Igbinobaro |                  |                    |                        |  |

#### Pembroke Hamilton Zebras - American Eagles
| 27 de abril de 1991 | Pembroke Zebras | 2:0 | American Eagles | Estadio Nacional, Hamilton     |                                |
|                     | Dill ?', ?'     |     |                 | Asistencia: 1,500 espectadores | Asistencia: 1,500 espectadores |

| 5 de mayo de 1991                                                                    | American Eagles | 1:2 (Global 1:4) | Pembroke Zebras | Wrigley Field, Chicago |  |
|                                                                                      | Krzyskow        |                  | Ming 1' · Swan  |                        |  |
| Sheridan Ming marcó el gol más rápido en la historia de la competición (8 segundos). |                 |                  |                 |                        |  |

### Segunda ronda
| Equipo Local Ida  | Resultado | Equipo Visitante Ida | Ida | Vuelta |
| ----------------- | --------- | -------------------- | --- | ------ |
| Puebla            | w/o       | Brooklyn Italians    | -   | -      |
| Leones Negros UDG | w/o       | Pembroke Zebras      | -   | -      |

- Brooklyn Italians y Pembroke Zebas se retiraron, por lo tanto, Puebla y Leones Negros UDG califican.

### Tercera ronda
| 8 de septiembre de 1991    | Puebla                   | 2:0 (1:0) | Leones Negros UDG | Estadio Cuauhtémoc, Puebla de Zaragoza |                               |
|                            | Chávez 30' · Poblete 69' |           |                   | Árbitro(s): José Luis Fuentes          | Árbitro(s): José Luis Fuentes |
| Sólo se jugó a un partido. |                          |           |                   |                                        |                               |

## Zona Centroamericana

### Primera ronda

#### Tauro - América
| 7 de abril de 1991 | Tauro                                   | 5:0 | América Managua | Estadio Revolución, Ciudad de Panamá |                         |
|                    | Maldonado ?', ?', ?' · Samaniego ?', ?' |     |                 | Árbitro(s): José Vargas              | Árbitro(s): José Vargas |

| 21 de abril de 1991 | América Managua | 0:0 (Global 0:5) | Tauro | Estadio Rigoberto López Pérez, Managua |  |

#### Saprissa - Real Estelí
| 10 de abril de 1991 | Saprissa                                    | 4:1 (2:0) | Real Estelí | Estadio Ricardo Saprissa, San José |                             |
|                     | Herra 30', 42' · Badilla 80' · Picado 90+3' |           | Avedaño 53' | Árbitro(s): Francisco Amaya        | Árbitro(s): Francisco Amaya |

| 28 de abril de 1991 | Real Estelí | 1:4 (1:1) (Global 2:8) | Saprissa                          | Estadio Rigoberto López Pérez, Managua                     |                                                            |
|                     | Arriola 15' |                        | Orta 20', 47', 80' · Caravaca 86' | Asistencia: 2,000 espectadores Árbitro(s): Armando Berrios | Asistencia: 2,000 espectadores Árbitro(s): Armando Berrios |

#### Alajuelense - Plaza Amador
| 16 de abril de 1991 | Plaza Amador       | 1:4 (1:1) | Alajuelense                              | Estadio Alejandro Morera Soto, Alajuela |                            |
|                     | Botello 86' (pen.) |           | Solano 67', ?' · Karoch 36' · Brenes 74' | Árbitro(s): Gonzalo Tejada              | Árbitro(s): Gonzalo Tejada |

| 18 de abril de 1991 | Alajuelense                                                          | 7:0 (Global 11:1) | Plaza Amador | Estadio Alejandro Morera Soto, Alajuela |                               |
|                     | Fernández ?', ?', ?' · Jakubek ?', ?' · Guillén ?' (pen.) · Arguedas |                   |              | Árbitro(s): Víctor Chinchilla           | Árbitro(s): Víctor Chinchilla |

#### Luis Ángel Firpo - Duurly's
| 21 de abril de 1991 | Duurly's | 0:4 | Luis Ángel Firpo                       | MCC Grounds, Ciudad de Belice |  |
|                     |          |     | de Moura ?', ?', ?' · Desconocido/s ?' |                               |  |

| 5 de mayo de 1991 | Luis Ángel Firpo                     | 4:0 (Global 8:0) | Duurly's | Estadio Cuscatlán, San Salvador |  |
|                   | Zapata ?', ?' · Desconocido/s ?', ?' |                  |          |                                 |  |

#### Real España - Acros Verdes
| 27 de abril de 1991 | Real España                                    | 5:0 | Acros Verdes | Estadio Francisco Morazán, San Pedro Sula |  |
|                     | Anariba ?', ?' · Aguirre · González · Castillo |     |              |                                           |  |

| 5 de mayo de 1991 | Acros Verdes | 0:1 (0:0) (Global 0:6) | Real España  | MCC Grounds, Ciudad de Belice |  |
|                   |              |                        | González 74' |                               |  |

#### Comunicaciones - Motagua
| 1 de mayo de 1991 | Motagua | 1:1 | Comunicaciones | Estadio Nacional de Tegucigalpa, Tegucigalpa                         |                                                                      |
|                   | Ávila   |     | Bordón 71'     | Asistencia: 24,250 espectadores Árbitro(s): Ronaldo Gutiérrez Castro | Asistencia: 24,250 espectadores Árbitro(s): Ronaldo Gutiérrez Castro |

| 5 de mayo de 1991 | Comunicaciones | 1:0 (Global 2:1) | Motagua | Estadio Mateo Flores, Ciudad de Guatemala |  |
|                   | Di Luca        |                  |         |                                           |  |

#### Alianza - Municipal
| 3 de mayo de 1991 | Municipal     | 2:5 | Alianza                              | Estadio Mateo Flores, Ciudad de Guatemala                  |                                                            |
|                   | Donis · Ochoa |     | Ramírez ?', ?' · Toro ?', ?' · López | Asistencia: 7,000 espectadores Árbitro(s): Rodrigo Badilla | Asistencia: 7,000 espectadores Árbitro(s): Rodrigo Badilla |

| 8 de mayo de 1991 | Alianza | 1:1 (Global 6:3) | Municipal | Estadio Cuscatlán, San Salvador |  |
|                   | Toro    |                  | Ferreira  |                                 |  |

### Segunda ronda
| 22 de mayo de 1991, 20:00 | Saprissa                                         | 3:1 (2:0) | Tauro         | Estadio Ricardo Saprissa Aymá, San José |                            |
|                           | Quesada 8' · Coronado 30' · Guimarães 63' (pen.) |           | Samaniego 59' | Árbitro(s): Jorge Meléndez              | Árbitro(s): Jorge Meléndez |

| 9 de junio de 1991 | Tauro | 0:2 (Global 1:5) | Saprissa          | Estadio Revolución, Ciudad de Panamá |                                    |
|                    |       |                  | Vieira · Coronado | Árbitro(s): Rafael Martínez Medina   | Árbitro(s): Rafael Martínez Medina |

| 22 de mayo de 1991 | Luis Ángel Firpo  | 2:0 | Comunicaciones | Estadio Cuscatlán, San Salvador                        |                                                        |
|                    | de Moura · Guelmo |     |                | Asistencia: 6,000 espectadores Árbitro(s): Jorge Urias | Asistencia: 6,000 espectadores Árbitro(s): Jorge Urias |

| 15 de junio de 1991 | Comunicaciones                   | 4:3 (Global 4:5) | Luis Ángel Firpo             | Estadio Mateo Flores, Ciudad de Guatemala                    |                                                              |
|                     | Pereira · Chacón · Pérez · Bauzá |                  | de Moura · Menjivar · Zapata | Asistencia: 11,000 espectadores Árbitro(s): Rodolfo Martínez | Asistencia: 11,000 espectadores Árbitro(s): Rodolfo Martínez |

| 5 de junio de 1991 | Alianza | 0:1 (0:1) | Real España | Estadio Cuscatlán, San Salvador                        |                                                        |
|                    |         |           | Vallejo 45' | Asistencia: 4,200 espectadores Árbitro(s): José Burgos | Asistencia: 4,200 espectadores Árbitro(s): José Burgos |

| 12 de junio de 1991 | Real España | 1:1 (Global 2:1) | Alianza   | Estadio Francisco Morazán, San Pedro Sula |                                  |
|                     | Hernández   |                  | Chachagua | Árbitro(s): Mario Efraín Escobar          | Árbitro(s): Mario Efraín Escobar |

### Tercera ronda
| 21 de julio de 1991 | Luis Ángel Firpo | 1:1 | Saprissa | Estadio Cuscatlán, San Salvador |  |
|                     | Diaz 80'         |     | Vieira   |                                 |  |

| 28 de julio de 1991 | Saprissa                    | 3:0 (Global 4:1) | Luis Ángel Firpo | Estadio Ricardo Saprissa Aymá, San José |  |
|                     | Vieira · González · Fonseca |                  |                  |                                         |  |

| 17 de julio de 1991 | Real España        | 2:0 | Alajuelense | Estadio Francisco Morazán, San Pedro Sula                       |                                                                 |
|                     | Castillo · Aguirre |     |             | Asistencia: 5,412 espectadores Árbitro(s): Mario Efraín Escobar | Asistencia: 5,412 espectadores Árbitro(s): Mario Efraín Escobar |

| 25 de julio de 1991 | Alajuelense | 0:1 (0:0) (Global 0:3) | Real España | Estadio Alejandro Morera Soto, Alajuela |  |
|                     |             |                        | Bonilla 70' |                                         |  |

### Cuarta ronda
| 18 de agosto de 1991 | Saprissa   | 1:2 (1:0) | Real España                 | Estadio Ricardo Saprissa Aymá, San José |  |
|                      | Vieira 15' |           | Hernández 71' · Anariba 76' |                                         |  |

| 25 de agosto de 1991 | Real España              | 2:0 (1:0) (Global 4:1) | Saprissa | Estadio Francisco Morazán, San Pedro Sula                     |                                                               |
|                      | Ortega 32' · Aguirre 90' |                        |          | Asistencia: 20,120 espectadores Árbitro(s): José Carlos Ortiz | Asistencia: 20,120 espectadores Árbitro(s): José Carlos Ortiz |

## Zona del Caribe

### Primera ronda
| Equipo Local Ida    | Resultado  | Equipo Visitante Ida   | Ida   | Vuelta |
| ------------------- | ---------- | ---------------------- | ----- | ------ |
| Solidarité Scolaire | 1 - 3      | Marinoise              | 0 - 2 | 1 - 1  |
| Strikers            | 1 - 2      | Racing Gônaïves        | 0 - 0 | 1 - 2  |
| Capoise             | 4 - 3      | Sithoc                 | 3 - 0 | 1 - 3  |
| Olympique du Marin  | 3 - 2      | Kouroucien             | 0 - 0 | 3 - 2  |
| Robinhood           | 2 - 3      | Defence Force          | 1 - 0 | 1 - 3  |
| Black Lions         | 1 - 2      | Scholars International | 1 - 1 | 0 - 1  |
| SUBT                | 0 - 6      | Transvaal              | 0 - 3 | 0 - 3  |
| Police              | (v.) 4 - 4 | Reno                   | 2 - 1 | 2 - 3  |

### Segunda ronda
| Equipo Local Ida       | Resultado | Equipo Visitante Ida    | Ida   | Vuelta |
| ---------------------- | --------- | ----------------------- | ----- | ------ |
| Transvaal              | 1 - 4     | Police                  | 0 - 2 | 1 - 2  |
| Capoise                | 1 - 4     | Etoile de Morne-à-l'Eau | 1 - 1 | 0 - 3  |
| Scholars International | 0 - 7     | Defence Force           | 0 - 1 | 0 - 6  |
| Racing Gônaïves        | 3 - 4     | Marinoise               | 1 - 1 | 2 - 3  |

### Tercera ronda
| Equipo Local Ida   | Resultado | Equipo Visitante Ida | Ida   | Vuelta |
| ------------------ | --------- | -------------------- | ----- | ------ |
| Defence Force      | 2 - 3     | Police               | 1 - 0 | 1 - 3  |
| Olympique du Marin | 8 - 0     | L'Etoile Filante     | 5 - 0 | 3 - 0  |

### Cuarta ronda
| Equipo Local Ida   | Resultado | Equipo Visitante Ida | Ida   | Vuelta |
| ------------------ | --------- | -------------------- | ----- | ------ |
| Olympique du Marin | 3 - 4     | Police               | 2 - 1 | 1 - 3  |

## Ronda final
- Puebla
- Police
- Real España

### Semifinal
| 8 de septiembre de 1991 | Real España | 0:0 | Police | Estadio Francisco Morazán, San Pedro Sula |  |
|                         |             |     |        | Asistencia: 13,561 espectadores           |  |

| 15 de septiembre de 1991 | Police  | 1:0 (Global 1:0) | Real España | Skinner Park, San Fernando |  |
|                          | Boisson |                  |             |                            |  |

### Final

#### Ida
| 18 de septiembre de 1991 | Puebla                             | 3:1 (2:0) | Police     | Estadio Cuauhtémoc, Puebla de Zaragoza |                       |
|                          | Ruiz 5' · Gelinsky 34' · Silva 74' |           | Alfred 59' | Árbitro(s): Majid Jay                  | Árbitro(s): Majid Jay |

|            | POR        | Pablo Larios         |       |
|            | DEF        | Jorge Patiño         |       |
|            | DEF        | Aurelio Rivera       |       |
|            | DEF        | Roberto Ruiz Esparza |       |
|            | DEF        | Julio César Algarín  |       |
|            | MED        | Renato Porto         |       |
|            | MED        | Paulo César Silva    |       |
|            | MED        | Francisco Ramírez    |       |
|            | MED        | Carlos Poblete       |       |
|            | DEL        | José Carlos Gelinski | Salió |
|            | DEL        | Sigifredo Mercado    | Salió |
| Entrenador | Entrenador | Manuel Lapuente      |       |

|            | POR        | Michel Maurice  |       |
|            | DEF        | Kelvin Jones    |       |
|            | DEF        | Keith Jeffrey   |       |
|            | DEF        | Derek Olivierre |       |
|            | DEF        | Ronald John     |       |
|            | MED        | Ralph Nelson    |       |
|            | MED        | Wadne Alfred    |       |
|            | MED        | Antony Campbell |       |
|            | MED        | Junior Baptiste | Salió |
|            | DEL        | Candian Boisson |       |
|            | DEL        | Glen Benjamin   |       |
| Entrenador | Entrenador | Desconocido     |       |

|  | DEL | Juan Carlos Chávez | Entró |
|  | DEL | Gilberto Jiménez   | Entró |

|  | DEL | Thomas | Entró |

| Anotado | 5'  | Roberto Esparza      | 1:0 |
| Anotado | 34' | José Carlos Gelinski | 2:0 |
| Anotado | 74' | Paulo César Silva    | 3:1 |

| Anotado | 59' | Wadne Alfred | 2:1 |

| Árbitro             | Majid Jay          |
| Árbitros asistentes | Javier Castellanos |
|                     | Alfredo Gasso      |

|            | POR        | Pablo Larios         |       |
|            | DEF        | Jorge Patiño         |       |
|            | DEF        | Aurelio Rivera       |       |
|            | DEF        | Roberto Ruiz Esparza |       |
|            | DEF        | Julio César Algarín  |       |
|            | MED        | Renato Porto         |       |
|            | MED        | Paulo César Silva    |       |
|            | MED        | Francisco Ramírez    |       |
|            | MED        | Carlos Poblete       |       |
|            | DEL        | José Carlos Gelinski | Salió |
|            | DEL        | Sigifredo Mercado    | Salió |
| Entrenador | Entrenador | Manuel Lapuente      |       |

|            | POR        | Michel Maurice  |       |
|            | DEF        | Kelvin Jones    |       |
|            | DEF        | Keith Jeffrey   |       |
|            | DEF        | Derek Olivierre |       |
|            | DEF        | Ronald John     |       |
|            | MED        | Ralph Nelson    |       |
|            | MED        | Wadne Alfred    |       |
|            | MED        | Antony Campbell |       |
|            | MED        | Junior Baptiste | Salió |
|            | DEL        | Candian Boisson |       |
|            | DEL        | Glen Benjamin   |       |
| Entrenador | Entrenador | Desconocido     |       |

|  | DEL | Juan Carlos Chávez | Entró |
|  | DEL | Gilberto Jiménez   | Entró |

|  | DEL | Thomas | Entró |

| Anotado | 5'  | Roberto Esparza      | 1:0 |
| Anotado | 34' | José Carlos Gelinski | 2:0 |
| Anotado | 74' | Paulo César Silva    | 3:1 |

| Anotado | 59' | Wadne Alfred | 2:1 |

| Árbitro             | Majid Jay          |
| Árbitros asistentes | Javier Castellanos |
|                     | Alfredo Gasso      |

#### Vuelta
| 24 de septiembre de 1991 | Police      | 1:1 (0:0) (Global 2:4) | Puebla    | Skinner Park, San Fernando   |                              |
|                          | Boisson 70' | Reporte                | Porto 56' | Árbitro(s): Arlington Sucess | Árbitro(s): Arlington Sucess |

|            | POR        | Michel Maurice  |       |
|            | DEF        | Kelvin Jones    |       |
|            | DEF        | Denoon          |       |
|            | DEF        | Derek Olivierre |       |
|            | DEF        | Ronald John     |       |
|            | MED        | Wadne Alfred    | Salió |
|            | MED        | Dennis          |       |
|            | MED        | Candian Boisson |       |
|            | MED        | Ralph Nelson    |       |
|            | DEL        | Junior Baptiste | Salió |
|            | DEL        | Glen Benjamin   |       |
| Entrenador | Entrenador | Desconocido     |       |

|            | POR        | Pablo Larios         |       |
|            | DEF        | Jorge Patiño         | Salió |
|            | DEF        | Aurelio Rivera       |       |
|            | DEF        | Roberto Ruiz Esparza |       |
|            | DEF        | Julio César Algarín  |       |
|            | MED        | Renato Porto         |       |
|            | MED        | Paulo César Silva    |       |
|            | MED        | Francisco Ramírez    |       |
|            | MED        | Carlos Poblete       |       |
|            | DEL        | Juan Carlos Chávez   | Salió |
|            | DEL        | Salvador Reyes       |       |
| Entrenador | Entrenador | Manuel Lapuente      |       |

|  | MED | Thomas        | Entró |
|  | DEL | Keith Jeffrey | Entró |

|  | DEF | Gutiérrez        | Entró |
|  | DEL | Gerardo González | Entró |

| Anotado | 70' | Candian Boisson | 1:1 |

| Anotado | 56' | Renato Porto | 1:0 |

| Árbitro | Arlington Sucess |

|            | POR        | Michel Maurice  |       |
|            | DEF        | Kelvin Jones    |       |
|            | DEF        | Denoon          |       |
|            | DEF        | Derek Olivierre |       |
|            | DEF        | Ronald John     |       |
|            | MED        | Wadne Alfred    | Salió |
|            | MED        | Dennis          |       |
|            | MED        | Candian Boisson |       |
|            | MED        | Ralph Nelson    |       |
|            | DEL        | Junior Baptiste | Salió |
|            | DEL        | Glen Benjamin   |       |
| Entrenador | Entrenador | Desconocido     |       |

|            | POR        | Pablo Larios         |       |
|            | DEF        | Jorge Patiño         | Salió |
|            | DEF        | Aurelio Rivera       |       |
|            | DEF        | Roberto Ruiz Esparza |       |
|            | DEF        | Julio César Algarín  |       |
|            | MED        | Renato Porto         |       |
|            | MED        | Paulo César Silva    |       |
|            | MED        | Francisco Ramírez    |       |
|            | MED        | Carlos Poblete       |       |
|            | DEL        | Juan Carlos Chávez   | Salió |
|            | DEL        | Salvador Reyes       |       |
| Entrenador | Entrenador | Manuel Lapuente      |       |

|  | MED | Thomas        | Entró |
|  | DEL | Keith Jeffrey | Entró |

|  | DEF | Gutiérrez        | Entró |
|  | DEL | Gerardo González | Entró |

| Anotado | 70' | Candian Boisson | 1:1 |

| Anotado | 56' | Renato Porto | 1:0 |

| Árbitro | Arlington Sucess |

| Puebla Campeón 1.er título |